# Kwality Wall's
Kwality Wall's es una marca multinacional india de postres helados propiedad de la empresa india de bienes de consumo Hindustan Unilever. Es un importante productor y distribuidor de postres helados en India, Bangladesh, Bután, Brunei, Myanmar, Nepal, Sri Lanka, Tailandia, Singapur y Malasia.

## Historia
Kwality Wall's es una empresa de Hindustan Unilever, la rama de Unilever en India. Es una marca fusionada creada a partir de dos empresas independientes previamente separadas que Unilever adquirió: Kwality de India y Wall's del Reino Unido.
Kwality, la empresa india original, fue fundada en 1956 y fue la primera en la región en importar maquinaria para la producción masiva y venta de helados a escala comercial. En 1995, en vista del potencial de crecimiento del mercado de dulces congelados, Kwality celebró un acuerdo con Lever y desde entonces se le conoce con su actual nombre general. Al mismo tiempo, otras marcas adquiridas por Hindustan Unilever, como Gaylord-Milkfood, fueron eliminadas gradualmente en favor de la promoción de la marca Kwality Wall's. Este acuerdo permite la producción y venta local de los productos de Wall's que son populares en su mercado local, como el cono Cornetto, y crear variaciones locales de otros, como el Feast Jaljeera Blast. Kwality Wall's ocupó el puesto 464 entre las marcas más confiables de la India según el Brand Trust Report 2012, un estudio realizado por Trust Research Advisory. En el Brand Trust Report 2013, Kwality Wall's ocupó el puesto 632 entre las marcas más confiables de la India y, posteriormente, según el Brand Trust Report 2014, Kwality Wall's ocupó el puesto 382 entre las marcas más confiables de la India.
En agosto de 2013, Kwality Wall's se extendió a Bangladesh, Bután, Brunei y Nepal.